# Christchurch, Dorset
Christchurch är en stad och civil parish i grevskapet Dorset i England. Staden ligger i distriktet Bournemouth, Christchurch and Poole, cirka 8 kilometer öster om centrala Bournemouth. Tätortsdelen (built-up area sub division) Christchurch hade 54 210 invånare vid folkräkningen år 2011. Före 1974 hörde staden till grevskapet Hampshire.